# Карапетян, Варужан
Варужа́н Карапетя́н (7 марта 1954, Эль-Камышлы, Сирия — 29 января 2019, Ереван, Армения) — член Армянской секретной армии освобождения Армении (АСАЛА), совершивший теракт в аэропорту Орли, в результате которого 8 человек погибли и 55 человек были ранены.

## Террористический акт
В начале 1980-х Карапетян руководил деятельностью АСАЛА во Франции. 15 июля 1983 года Карапетян заложил бомбу в большом чемодане перед стойкой Турецких авиалиний в аэропорту Орли в Париже. В результате взрыва четыре человека были убиты на месте. Бомба состояла всего лишь из полукилограмма взрывчатки Семтекс, однако она была соединена с четырьмя портативными газовыми баллонами, что объясняет серьёзные ожоги у многих раненых, из которых четверо позднее скончались.
Из 8 погибших двое были турками, остальные были людьми других национальностей. В частности, в числе погибших были 4 француза, один швед и один американец.

### После теракта
После теракта в аэропорту французская полиция задержала Варужана Карапетяна, который признался в совершении преступления и сообщил, что бомба взорвалась раньше времени, и что она должна была взорваться в самолете во время его полёта из Парижа в Стамбул. К тому времени в больнице от полученных ожогов скончалась седьмая жертва теракта, француженка Жаклин Киршнер, чей 19-летний сын погиб на месте.
Карапетян рассказал следователям, что в аэропорту он дал одному из пассажиров 65 долларов и сказав, что у него слишком много багажа, попросил сдать вместо него в багаж один из чемоданов. Бомба однако взорвалась не в воздухе, как замышлялось, а на багажной платформе.
На судебном процессе, проходившем в пригороде Парижа Кретеле, Карапетян отказался от показаний, которые он дал на следствии, и вместе с другими обвиняемыми стал отрицать свою причастность к теракту. 3-го марта 1985 года суд присяжных признал Карапетяна виновным в совершении теракта и приговорил его к пожизненному заключению.

### Освобождение и депортация в Армению
По сообщению газеты «Азг», в защиту Карапетяна выступили представители армянской интеллигенции Сильва Капутикян, Геворг Эмин, Перч Зейтунцян, Зорий Балаян и многие другие. В 2001 году, после того, как Карапетян отсидел более 17 лет в тюрьме, он был досрочно освобожден и депортирован в Армению.. Судьи учли примерное поведение Карапетяна, его выплаты жертвам теракта и готовность армянской стороны обеспечить Карапетяна жильем и работой.
Во время встречи с Карапетяном 4 мая 2001 года премьер-министр Армении Андраник Маркарян выразил радость по поводу освобождения Карапетяна из французской тюрьмы.
Армянские правозащитники выступили с осуждением предоставления Карапетяну убежища в Армении.
Оценки Карапетяна в Армении носят полярный характер. После теракта в парламенте Армении газеты «Айкакан жаманак» и «Аравот» сравнили организатора Наири Унаняна с Карапетяном. Газета «Азг», наоборот, расценила такое сравнение, как девальвацию человеческих ценностей.
Варужан Карапетян умер 29 января 2019 года от сердечного приступа в Ереване.